# 奧帕蒂亞

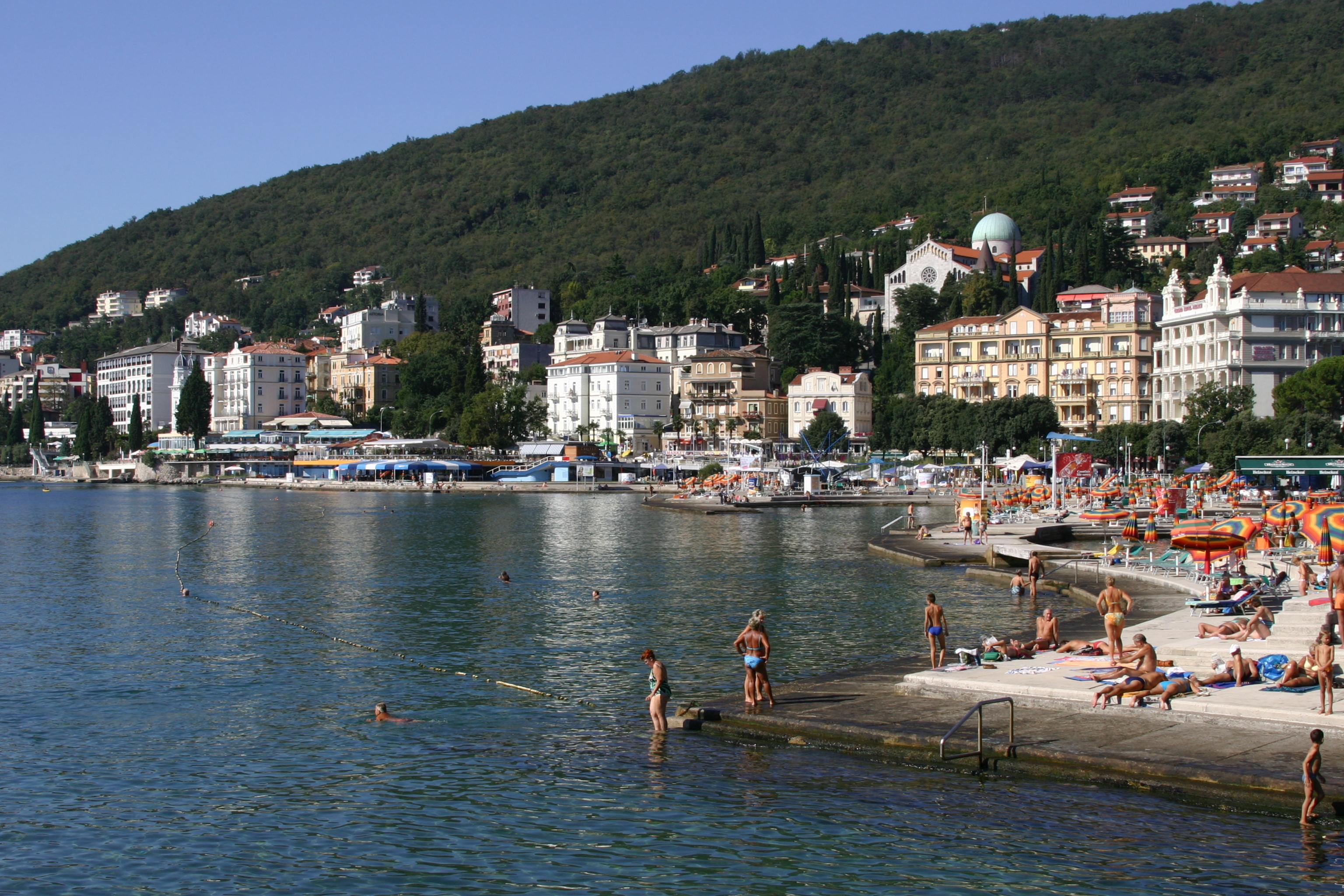

奥帕提雅是克羅地亞的城鎮，位於該國西部亞得里亞海畔，由濱海和山區縣負責管轄，該鎮在1947至1991年間由南斯拉夫負責管治，2001年人口12,719。

## 外部連結
- Official website
- Opatija LIVE WebCams（页面存档备份，存于）
- Opatija Weather Station - Current Weather Conditions at Opatija（页面存档备份，存于）

45°20′N 14°18′E / 45.333°N 14.300°E